# Хоя де Серен
Хоя де Серен (Joya de Cerén) са археологически разкопки в салвадорския департамент Ла Либертад, които включват древно селище на маите от периода преди Колумб. Селището е изключително добре запазено под слой вулканична пепел и често е наричано „Помпей на Америка“ – като е сравнявано с руините на известния древноримски град.
Малко поселение от фермери населва района още през 900 пр.н.е. Серен се намира на югозападната граница на владенията на маите. Селището се евакуира през 250 г. заради изригването на вулкана Илопанго (Ilopango), но е заселено отново около 400 г., като става зависимо от близкия град, наричан днес Сан Андрес.
Около 590 г. Лома Калдера (Loma Caldera), друг близък вулкан изригва и погребва фермерското селище под 14 слоя пепел. Изглежда, че жителите му са успели да се евакуират навреме – не е намерено нито едно тяло под вулканичната пепел, въпреки че са оставили след себе съдове, керамика, мебели и дори наполовина изядена храна в бързането си да избягат.
Руините са открити през 1976 г. от Пейсън Шийтс (Payson Sheets), професор по антропология в Колорадския университет (University of Colorado at Boulder). От този период се извършват разкопки на древното селище, като са открити повече от 70 постройки и структури.
Но много по-важни от сградите са палеоботаническите останки. Ниската температура на влажната пепел от вулкана Лома Калдера, както и бързото ѝ падане и затрупване на селището гарантират запазването на голяма част от растителния материал. От голямо значение е откриването на полета с маниока. Подобни полета засети с маниока се откриват за първи път на археологически обекти в „Новия свят“ (име на Америка дадено и от първите европейски мореплаватели и откриватели в края на XV век). Въпреки че маниоката се е разложила, изследователите чрез гипсови отливки в кухините в пепелта са в състояние да възстановят формата на цветовете ѝ. Изглежда фермерите са посадили маниоката „в последните часове“ преди изригването на вулкана.
Археологическите разкопки Хоя де Серен са вписани в Световно наследство на ЮНЕСКО през 1993 г.